# Cécile Patingre
Cécile Patingre est une documentariste engagée française.

## Biographie
En 1992, Cécile Patingre est diplômée de la Fémis. Elle se consacre à la réalisation de documentaires de création. Elle entreprend  une démarche critique et engagée sur le monde. Elle questionne la réalité. Elle souligne les dysfonctionnements, les tabous et les injustices de la société.
En 2008, elle réalise Figure humaine, un documentaire sur Laurence Equilbey, cheffe d’orchestre
En 2010, elle réalise les branleurs de La Havane. De nombreux exhibitionnistes sévissent dans les salles de cinéma, empêchant aux cubaines d'aller seule au cinéma.
En 2019, elle réalise Coming out dans la police, un documentaire qui interroge l'homosexualité et la transidentité dans une profession jugée homophobe.

## Documentaires (sélection)
- Monsieur Priebke, un nazi en Argentine, 52 min, 1998
- Les Musiciens du Nil, 52 min, 2003
- Pascal Comelade, topographie anecdotique, 56 min, 2000 [4]
- Figure humaine, 52 min, 2008
- Les branleurs de La Havane, 52 min, 2010
- Coming out dans la police, 52 min, 2019

## Liens Externes
- VIAF
- ISNI
- BnF (données)